# Hakone-Schrein

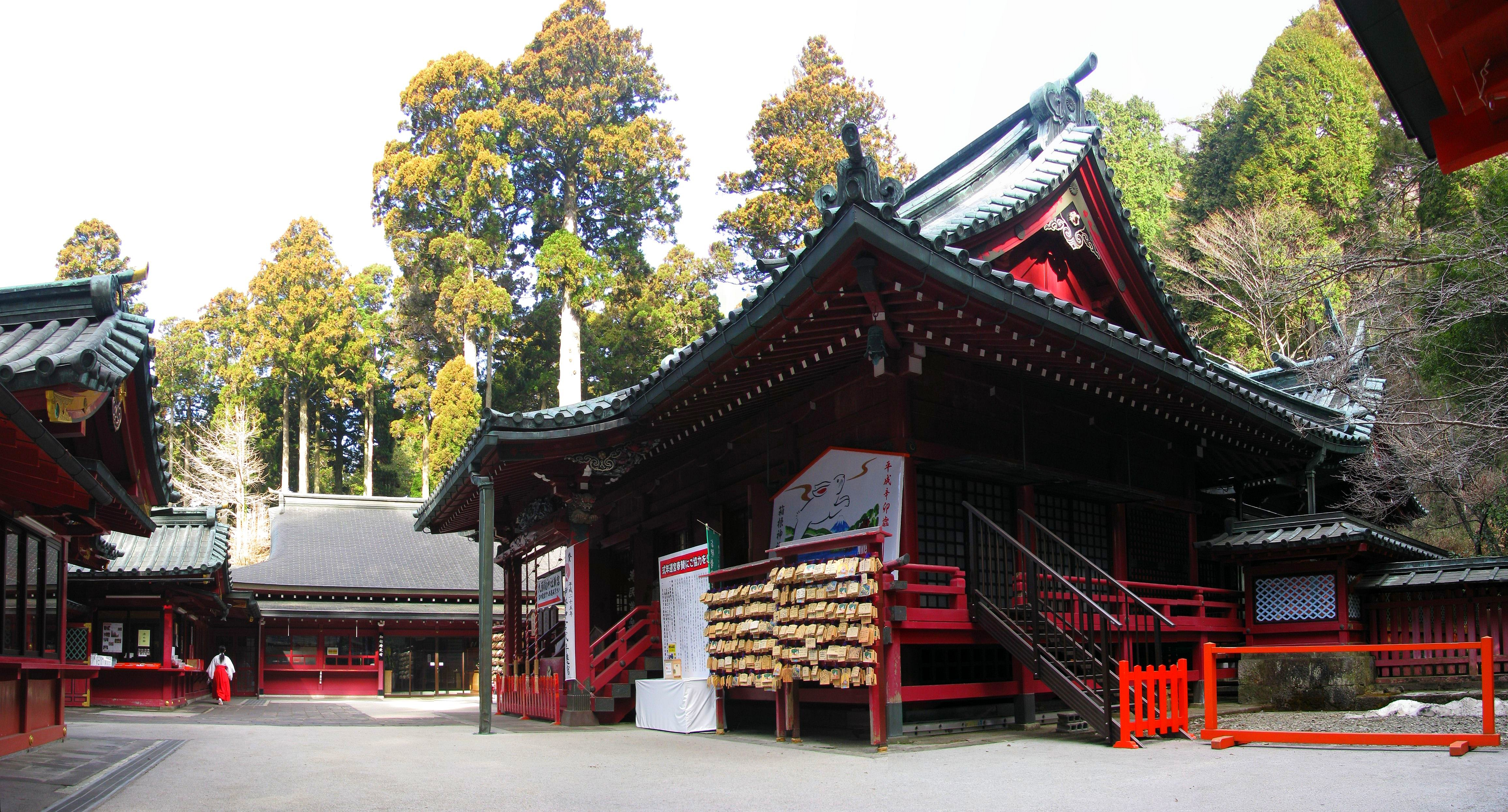
Haiden des Hakone-Schreins

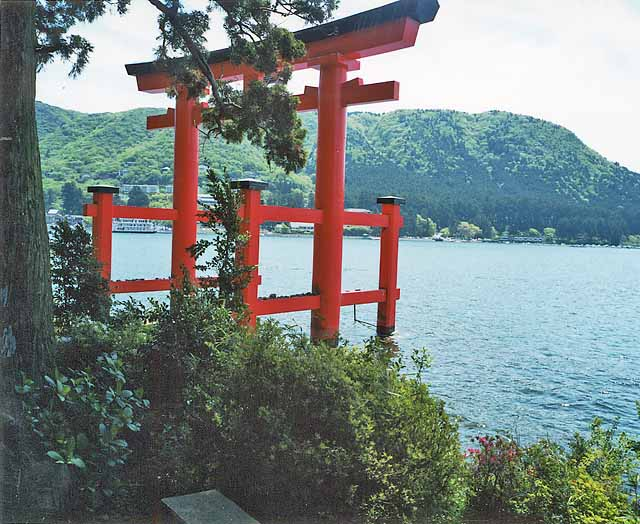
Torii des Hakone-Schreins am Ashi-See

Der Hakone-Schrein (jap. 箱根神社, Hakone-jinja) ist ein Shintō-Schrein an den Ufern des Ashi-Sees in der japanischen Stadt Hakone im Landkreis Ashigarashimo der Präfektur Kanagawa. Der Schrein ist auch bekannt als Hakone Gongen (箱根権現).

## Geschichte
Der Schrein wurde im Jahr 757 während der Regentschaft von Kaiser Kōshō gegründet. Der ursprüngliche Schrein befand sich angeblich auf der Spitze des Berges Komagatake. Einen Teil davon, heute als Hakone-Mototsumiya bekannt, findet man noch heute auf dem Gipfel des Berges. Später wurde der Schrein an das Ufer des Ashi-Sees verlegt. Als Grund für die Errichtung wurde die Befriedung des neunköpfigen Drachens, der am Boden des Ashi-Sees lebt, durch den Priester Mangan genannt.
Minamoto no Yorimasa betete an diesem Schrein für Anleitung und Schutz nach seiner Niederlage in der Schlacht von Ishibashiyama während des Gempei-Krieges (1180–1185). Nachdem er zum Shōgun ernannt worden war, wurde er ein Gönner des Schreins. In der Kamakura-Zeit (1185–1333) wurde der Schrein sehr populär bei den Samurai. Diese Unterstützung währte auch durch die gesamte Sengoku-Zeit. Toyotomi Hideyoshis Armee zerstörte den Schrein während der Schlacht um Odawara, indem sie ihn in Brand steckten. Tokugawa Ieyasu ließ den Schrein wieder aufbauen und gewährte ihm 200 Koku von den Einnahmen. Das Tokugawa-Shogunat setzte die Unterstützung des Schreins fort. Seine heutige Form hat der Schrein seit dem Jahr 1667.

## Eingeschreinte Kami
Im Hakone Gongen sind drei Kami eingeschreint: Ninigi no Mikoto, Konohanasakuyahime no Mikoto und Hoori no Mikoto. Die drei sind zusammen auch als die Hakone Ōkami (箱根大神) bekannt. 

## Schätze

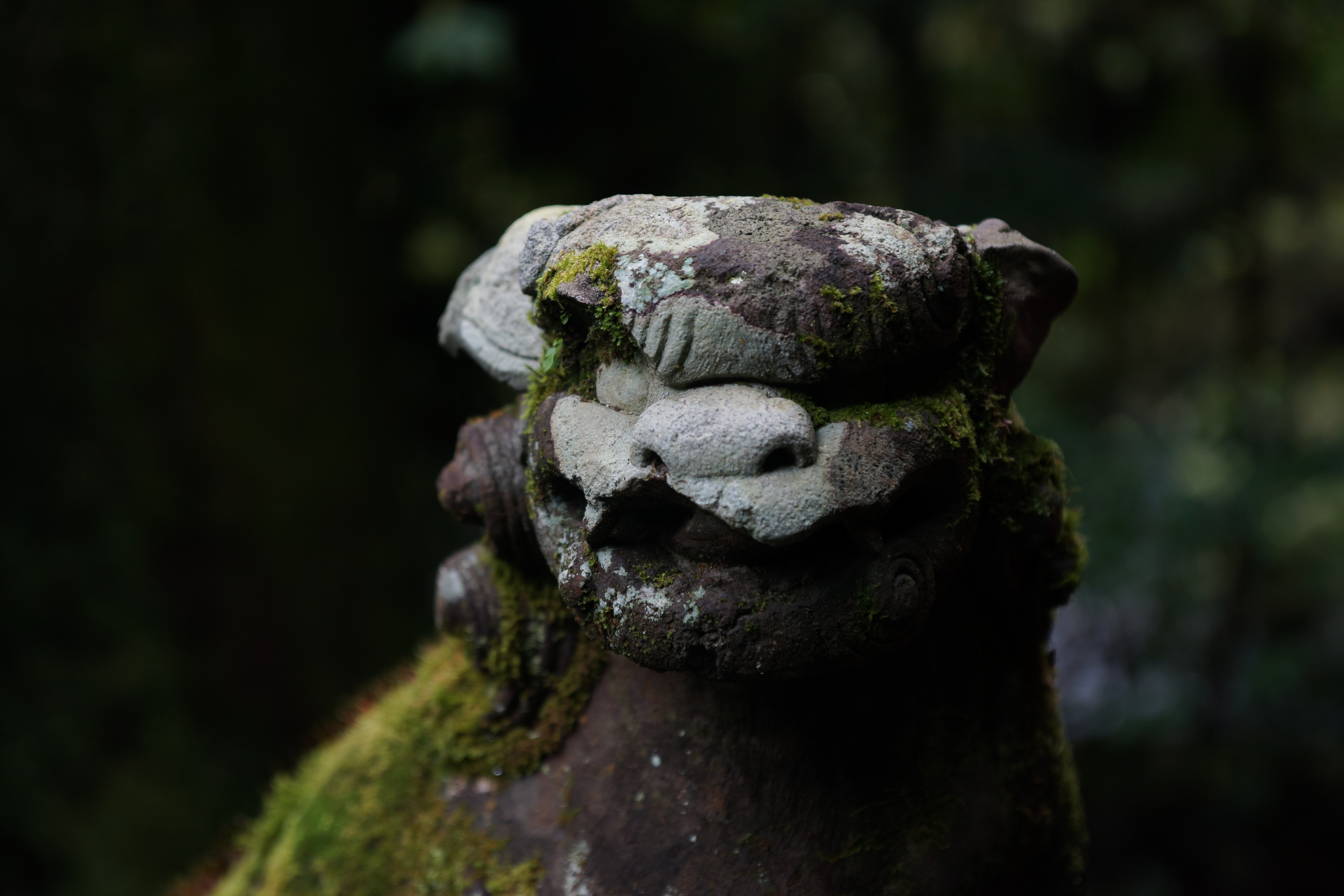
Komainu im Hakone-Schrein

Der Schrein besitzt ein kleines Museum, das eine Reihe von Schätzen des Schreins zeigt. Dazu gehören fünf Gegenstände, die als Nationales Kulturgut eingestuft werden.

## Feste
Die Hauptfeierlichkeiten des Schreins finden jährlich am 1. August statt. Weitere Feierlichkeiten sind das Setsubun im Februar, das Seefest am 31. Juli sowie am 24. Oktober das Motomiya.